# Yaarub Bader
Yaarub Suleiman Badr, né le 3 juin 1959, est un homme politique syrien qui est actuellement ministre des Transports de Syrie. Il était auparavant professeur de génie civil à l'université Tishreen de Lattaquié.

## Biographie
Yaarub Suleiman Badr est titulaire d'un doctorat de l'École nationale des ponts et chaussées de Paris. Il est alaouite.